# ديانا كوبزانوفا
ديانا كوبزانوفا (بالإنجليزية: Diana Kobzanová)‏ (من مواليد 24 مارس 1982 في نويبورغ آن در دوناو بألمانيا) هي ملكة جمال فازت بجائزة ملكة جمال جمهورية التشيك عندما كانت تبلغ من العمر 19 عامًا ومثلت بلدها في مسابقة ملكة جمال الكون 2002 في بورتوريكو.

## حياتها المهنية
تعمل ديانا في الوقت الحاضر بشكل أكبر في التلفزيون التشيكي وكمقدمة راديو أكثر من كونها عارضة أزياء. استضافت النسخة التشيكية من برنامج الواقع الواقع على شاشة التلفزيون، كما قدّمت برنامجها الخاص ديانا الوقحة والبرامج الحوارية في الصندوق على التليفزيون التشيكي. استضافت أيضًا برنامجًا واقعيًا حول ديكور المنزل وبرنامج المال الساخن. في إذاعة فريكفنز الأولى Frekvence 1 قدمت برامج ستيل، والصفحة الأولى وبرنامجًا للرياضة. عملت على الهواء لأكثر من 8 سنوات.

## الحياة الشخصية
كانت ديان لأربع سنوات على علاقة مع لاعب كرة القدم مارتن ييرانيك. ثم دخلت علاقة مع رجل الأعمال توماس بيترا، ثم سائق سيارات الرالي ستيبان فويتيتش لأكثر من ثلاث سنوات. وفي الوقت الحاضر، تواعد لاعب هوكي الجليد مايكل فروليك.
في ديسمبر 2014 ، أنجبت ابنتها إيلا.

## صور عارية
بعد أشهر قليلة من فوزها، قدمت ديانا صورًا عارية للمجلة التشيكية للإباحية مقابل 5 ملايين كرونة تشيكية، أي ما يعادل حوالي 207,320 دولارًا أمريكيًا. ونتيجة لذلك، فقدت لقبها وواجهت دعوى قضائية من رئيسها ميلوسلاف زابليتال الذي ادعى أنها أضرت باسم المنافَسة الجيد. بعد 4 سنوات من الدعوى القضائية، فازت ولم تكن بحاجة إلى الاعتذار علنًا أو دفع غرامة.